# Georg von Bistram

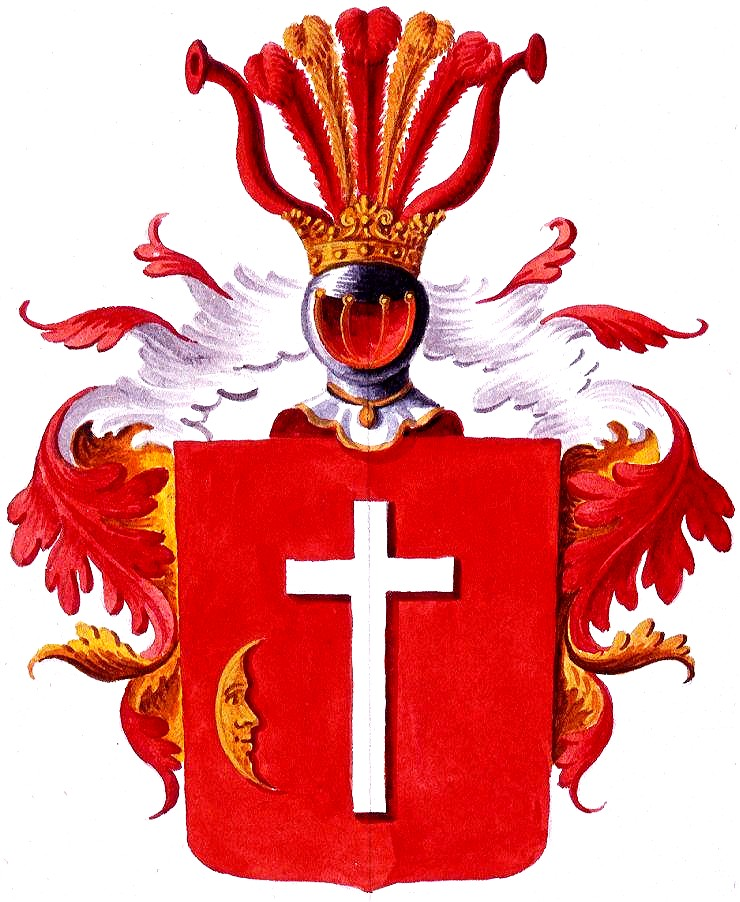
Familienwappen des estländischen Zweiges der Adelsfamilie von Bistram

Georg von Bistram, auch Jürgen von Bistram (* 1624; † 1687) war der Stammvater des estländischen Zweiges der Adelsfamilie von Bistram, er war Herr auf Riesenberg und Rumm, königlich schwedischer General der Kavallerie und Landrat.

## Im Nordischen Krieg
Im Nordischen Krieg von 1674 bis 1679, während der Jagd über das Kurische Haff, im Herbst 1678, kamen die Schweden auf dem Sammelplatz bei Riga an. Das schwedische Heer bestand aus etwa 4000 Kavalleristen, 2000 Dragonern und 3600 Infanteristen. Die schwedische Generalität setzte sich aus folgenden Personen zusammen:
- Generalfeldmarschall  Henrik Henriksson Horn af Marienborg
- Generalleutnant der finnländischen Kavallerie Otto Wilhelm von Fersen
- Generalleutnant der Kavallerie Graf von Wittenberg
- Generalleutnant der Infanterie Hans von Fersen
- Generalfeldwachtmeister der Kavallerie Georg von Bistram und
- Generalfeldwachtmeister der Infanterie Berend Karl von Wangelin

## Herkunft und Familie
Sein Vater war Friedrich von Bistram (* um 1587; † um 1653), Erbherr auf Neu-Born und fürstlicher Amtsverwalter auf Neugut und Schwarden, er war mit Catharina von Grotthuss verheiratet. Georg war Herr auf Riesenberg, war durch die revalsche Matrikul-Kommission legitimiert worden und mit Anna Elisabeth von Taube verheiratet, der Erbin von Riesenberg und Rumm. Ihre Nachkommen waren Bengt Heinrich (1667–1724) und Christopher Heinrich (1668–1739).